# NGC 7541
NGC 7541 је спирална галаксија у сазвежђу Рибе која се налази на NGC листи објеката дубоког неба.
Деклинација објекта је + 4° 32' 4" а ректасцензија 23h 14m 43,2s. Привидна величина (магнитуда) објекта NGC 7541 износи 11,7 а фотографска магнитуда 12,4. Налази се на удаљености од 33,727 милиона парсека од Сунца. NGC 7541 је још познат и под ознакама NGC 7581, UGC 12447, MCG 1-59-17, IRAS 23121+0415, KCPG 678B, CGCG 406-30, PGC 70795.